# 鳳彩寺
鳳彩寺 （ほうさいじ）は、高知県宿毛市小筑紫町にある寺院。宗派は曹洞宗、本尊は如意輪観世音菩薩で、新四国曼荼羅霊場第55番札所。
御詠歌：ちちははの　めぐみもふかき　ほうさいじ　まいりておがむ　なむかんぜおん

## 概要・歴史
延喜元年（901年）大宰府に配流になった菅原道真が漂着した。この勝縁に因んで社殿が造営された。

## 交通案内
鉄道
- 土佐くろしお鉄道宿毛線 宿毛駅よりタクシーで約15分。

## 前後の札所
新四国曼荼羅霊場
54番 泰平寺-- 55番 鳳彩寺 -- 56番 石見寺